# 表参道高校合唱部!
『表参道高校合唱部!』（おもてさんどうこうこうがっしょうぶ）は、TBS系列の「金曜ドラマ」（毎週金曜22:00 - 22:54）にて2015年7月17日から同年9月25日まで放送された日本のオリジナル・テレビドラマである。愛称は「オモコー」。芳根京子は本作品で連続ドラマ初主演作にして、ザテレビジョンドラマアカデミー賞主演女優賞などを受賞し評価された。

## あらすじ
東京・原宿の表参道にある「表参道高等学校」が舞台の青春学園ドラマ。かつて合唱の名門校であった同校の合唱部は廃部寸前の危機に立たされていた。そんな中、香川真琴が香川県から転校してきた。合唱が大好きな真琴の影響で、退廃的だった合唱部員は部の立て直しに動くようになり、歌の力で自分たちや周囲に起きる様々なトラブルを乗り越えていく。最終回では、部員一同が特別公演として“伝説の愛の歌”の成り立ちを描いた合唱劇を上演することにより、真琴への恩返しを果たす。

## キャスト

### 主要人物
香川 真琴（かがわ まこと）
演 - 芳根京子（幼少期：山田望叶）
圏外。このドラマの主人公。元々東京都生まれだが、小学校のとき香川県小豆島に転居。地元の高校では合唱部に所属していて、パートはアルト。両親の離婚危機で母の実家がある東京に引っ越すことになり、表参道高校に転校した。合唱部に存在する“伝説の愛の歌”を見つけ出し離婚寸前の両親の仲を修復させる目的がある。また、合唱に対する熱意で廃部寸前にあった合唱部の活動を復興させようと仲間と共に奮闘し、その情熱で生徒間の区分を事実上無くすことに成功する。学業はあまり得意ではない。快人に心を寄せているが、優里亞の快人への思いを知っているため一度は快人からの告白を断った。
鈴木 有明（すずき ありあけ）
演 - 城田優
音楽教師。合唱部の顧問でモデルのような長身、日本人離れしたハーフっぽい顔だちが特徴。大学生時代に教育実習で真琴のいるクラスを担当し、真琴に歌うことの楽しさを伝えた。表参道高校合唱部の顧問になってから、5年前の周二とのトラブルがきっかけで当時の合唱部員の反発を買い、信用を失った。それ以来、有明自身も合唱に対する情熱を失っていたが、真琴たちの奮闘を目の当たりにし、地区のイベントに向けて合同練習に励む彼らを指導する中で周二とも和解したことで立ち直り、改めて顧問として部を立て直すべく奮闘する。
夏目 快人（なつめ かいと）
演 - 志尊淳
1軍メンバー。帰宅部で、真琴とは朝の通学途中の満員電車での痴漢事件で知り合う。何かと真琴に協力する。誰にでも人当たりがよくて優しくいつも明るく振る舞っているが、実は生まれつき病弱で重い心臓病を抱えている。そのため、将来の夢を抱くことや親友を作ることを諦めていたが、「パートのバランスが悪いから調整するために一緒に歌え」という顧問の有明の指示により合唱部と共に合唱を始め、1軍を離れそのまま入部した。パートはテノール。しかし、夏合宿の帰りに急性大動脈瘤解離を発症して倒れ、病院に緊急搬送される。緊急手術を受け、入院してしばらくは意識が戻らなかったが、コンクール後に回復して新学期の始業式には登校していた。真琴に告白し、優里亞に告白される。合唱部入部後、真琴の父と知り合いになる。進路調査書の卒業後の進路には、城南医科大学への進学と記入している。
谷 優里亞（たに ゆりあ）
演 - 吉本実憂（幼少期：松井紗弥乃）
1軍メンバー。タレントとしても活動。両親が離婚する前の姓は島田。物語当初は真琴たち合唱部を敵視しており、合唱部を陥れるためにさまざまな策を講じる。幼少期は人見知りで気が小さく、引っ込み思案で恥ずかしがり屋なタイプだった。しかし、中学時代に暗くて地味な風貌や容姿が原因でいじめられたため、強い上昇志向を持ってしまい歪んだ性格（廉太郎曰く、自信家で高飛車で女王様のような性格）に変わってしまった。その高圧的な性格が原因で風香とほのかの反発に遭い、二人から縁を切られる要因になってしまった。親が子連れ同士の再婚であるため、谷家の家庭環境は崩壊寸前なほど複雑である。ホームレスである実父の良一に時折お金を援助している。ある日の夜、良一にお金を渡しているところを、偶然近くを通りかかった祐に見られてしまい、彼を口止めするためにクラスで窃盗事件を起こし、「祐が財布からお金を抜き取るのを見た」という自身の嘘の証言を信用したクラスメイトと共に彼を不登校・引きこもりになるほどに精神的に追い込んだ。事件の真相を知った快人から、他の生徒に口外しない代わりに合唱部に手出ししないよう告げられるが、その後も合唱部顧問である有明が訴訟を起こされるよう仕向けるなどしていた。芸能活動のために実父との縁を切ろうとしたが、合唱部の後押しにより実父との仲を修復させる。これを機に1軍から離れ、合唱部員に土下座でそれまでの横暴を謝罪。その際に「合唱部に入部するなら今までの罪を許す」という真琴が出した条件を受け入れ、合唱部に入部し、和解する。その後は、横柄な振る舞いはなくなり、美子を美人に変身させたり、廉太郎と美子をくっつけようと奮闘するなど合唱部に協力的な姿勢をみせる。快人に心を寄せていたが、最終回では身を引き真琴を後押しする。パートはソプラノ。入部のきっかけになった曲は幼少期に両親の前で歌った「TRAIN-TRAIN」。
引田 里奈（ひきた りな）
演 - 森川葵
1軍メンバー。アイドル志望で歌うことが大好き。だが自身の歌を批判されることが怖いという理由から、クラスメイトに隠れ、覆面ネットアイドル「ネコ娘」として活動していた。学校内では優里亞の取り巻きだった。真琴を陥れるために優里亞の立てた策略により合唱部に入部を申し込むが、合唱部と共に練習を重ねるうちに徐々に合唱の魅力や真琴の真っ直ぐな性格に惹かれ、優里亞の元から離れ正式に合唱部員となった。パートはソプラノ。入部のきっかけになった曲は「ネコ娘」としてネットの投稿動画で歌った「Over Drive」。真琴が合唱部で何か動きを起こそうとするたび真っ先に協力する。祐とデートをしたことがあるが、祐側の事情で恋愛には至らなかった。
桜庭 大輔（さくらば だいすけ）
演 - 堀井新太
2軍メンバー。真琴と一緒に補習授業を受ける。野球部に所属していて、得意な野球を生かして表参道高校に推薦入学を果たすが、ある日の試合中に左目にデッドボールを受けたことで視力が大幅に低下してしまい、その影響で部活内での成績が振るわなくなり他の部員からも疎まれていた。一方で、病気のため入院している父・勲の期待を裏切るまいと、勲に対しては部活内での自分の現状をごまかしていた。野球部の紅白戦に勲が観戦に来ることを知り、野球部長に試合に出して欲しいと土下座して懇願し、部長からの「1本もヒットを打てなかったら野球部を辞める」という条件を受け入れ試合に出場する。合唱部の声援を受けながら奮戦するも、健闘虚しくヒット0本に終わってしまい約束通り野球部の退部が決定した。試合終了後、勲に自分の本音を明かし、嘘をついていたことを詫びた上で、野球をやめることを了承してもらい正式に合唱部に入部した。パートはバス。入部のきっかけになった曲は、合唱部が試合中に応援歌として歌った「TOMORROW」。里奈に心を寄せているが片思い。進路調査書の卒業後の進路には、共立体育大学への進学と記入している。
宮崎 祐（みやざき たすく）
演 - 高杉真宙
圏外。第2話から登場。優里亞の謀略で窃盗の疑いをかけられてから引きこもっていたが、真琴たちの説得で合唱部に復活する。パートはバス。あまり上手くはないが歌がとても好きで熱心に個人練習を重ねていた。よく練習していた曲は「翼をください」。大輔とは中学時代からの親友である。第8話では同性愛者であることが判明。大輔が片思いしている里奈とデートしたことがあるが女性を恋愛対象に見ることが出来なかったため、恋愛には至らなかった。
佐々木 美子（ささき みこ）
演 - 萩原みのり
圏外。合唱部員でパートはアルト。クラスでは圏外で根暗だが合唱部員の前ではお喋りな性格になる。クールで真琴にはよく冷静なツッコミを入れている。中学時代に廉太郎の誘いがきっかけで合唱を始めた。廉太郎に密かに恋心を抱いており、優里亞の手ほどきで髪を切り眼鏡を外し大変身して臨んだ夏合宿で告白するが恋は実らず失恋した。
相葉 廉太郎（あいば れんたろう）
演 - 泉澤祐希
圏外。合唱部部長で現パートはバスだが内心テノールに戻してほしいとも思っている。自分が合唱部をまとめようという責任感が強いが、頑張りすぎて空振りしてしまうことがある。美子とは中学からの仲。学年一の秀才で頭がいい。第4話や第10話（特別公演終了後）で学生指揮者を務めたことがある。

### 表参道高校
生徒間には区分が存在し、「1軍」「2軍」「圏外」と区別され、合唱部を含む「圏外」生徒はオタクや不登校生徒などが属し、上位生徒から関わりを避けられる空気がある。もっとも、真琴の合唱に対する熱意に影響されて区分の壁を越え合唱部員となる生徒が増えたことにより、徐々に「1軍」「2軍」「圏外」の区別は有名無実化してゆく。

#### 2年C組
桐星 成実（きりほし なみ）
演 - 柴田杏花
2軍メンバー。ピアノが得意でパートは伴奏とソプラノ。「合唱にはピアノが必要でしょ」という理由で合唱部に入部。音楽を心から愛している。霊感少女。夏合宿ではいち早く異変に気づき、大曽根校長が立ち直るきっかけとなる。
竹内 風香（たけうち ふうか）
演 - 小島梨里杏
1軍メンバー。優里亞の取り巻きだった。女優を目指していて、優里亞の高慢な態度に腹を立て復讐を試みて決別したが、表高祭が成功した時は優里亞と共に喜びを分かち合っていた。詳しい描写はないが最終的に和解した模様。その後、廉太郎と美子の要望で、雄司と美奈代のよりを戻すため合唱部が企画した特別公演の仕事（照明）を嫌々引き受けるも、最後は真琴たちの家族愛に号泣していた。その際に撮った動画をネット上にアップしたことにより、表参道高校に入学希望者が殺到し、表参道高校存続に大きく貢献した。特別公演後、最終的に真琴たちの合唱部とお互いに認めあい、合唱部に入部した。パートはアルト。
相原 ほのか（あいはら ほのか）
演 - 長谷川ニイナ
1軍メンバー。ハーフ。優里亞の取り巻きだったが、風香と同じく優里亞の高慢な態度に我慢できず決別。常に風香と行動を共にしている。表高祭のクラスの出し物で風香と共にメイドカフェを提案するが、投票でメイドカフェに決まったあと、表高祭で使う費用をなくしてしまい、出し物が合唱に変わる。文化祭後、風香に隠れて合唱部へ入部の申し込みをする。風香と共に合唱部が企画した特別公演の仕事を引き受けた。特別公演後、最終的に真琴たちの合唱部とお互いに認めあい、正式に入部した。パートはソプラノ。
山田 アンドリュー（やまだ アンドリュー）
演 - 瑛
圏外。合唱部員でパートはテノール。ハーフ然とした顔立ちは一見イケメンである。普段は弱気な性格だが合唱部のことに関してははっきりと感情を露にする。
石川 翔（いしかわ しょう）
演 - 赤楚衛二
1軍メンバー。特別公演後、合唱部に入部した。パートはバス。
佐藤 大輝（さとう だいき）
演 - 上野凱
2軍メンバー。特別公演後、合唱部に入部した。パートはバス。
遠藤 隆（えんどう たかし）
演 - 沖津海友
2軍メンバー。
工藤 健太（くどう けんた）
演 - 片桐悠輔
2軍メンバー。
山崎 拓海（やまざき たくみ）
演 - 川合諒
2軍メンバー。
阿部 未来（あべ みらい）
演 - 税所ひかり
2軍メンバー。特別公演後、合唱部に入部した。パートはソプラノ。
前田 涼太（まえだ りょうた）
演 - ささの友間
圏外。ギターが得意で文化祭で演奏。特別公演後、合唱部に入部した。パートはテノール。
木下 舞（きのした まい）
演 - 柴奏花
圏外。
岡田 智也（おかだ ともや）
演 - 高井佳佑
圏外。
渡辺 玲奈（わたなべ れな）
演 - 高田夏帆
2軍メンバー。
藤井 美咲（ふじい みさき）
演 - 髙橋綾沙
2軍メンバー。
橋本 優花（はしもと ゆうか）
演 - 田中日南乃
2軍メンバー。
野村 綾乃（のむら あやの）
演 - 本間千佳子
圏外。

#### 教師
瀬山 えみり（せやま えみり）
演 - 神田沙也加
英語教師で真琴の担任。合唱部副顧問。若いころは、可愛らしい容姿をしていた。初めは合唱部を廃部に導こうとしていたが徐々に合唱部の味方に付くようになった。気が強いツンデレタイプであり、キレると人格が変わり、教頭から恐れられるほどである。合唱の楽しさや、教師としての楽しみを教えてくれた顧問の有明に惹かれていく。
大曽根 徳子（おおそね とくこ）
演 - 高畑淳子
校長。かつて合唱部の顧問をしており、真琴の両親は教え子。有明も合唱部の顧問 (後任) にした。夏合宿に自分の別荘を合宿所として無料で提供する。夫が亡くなってからは自ら歌うことを封印したが、夏合宿のキャンプファイヤーの終わりに合唱部が「心の瞳」を歌った時、涙を流しながら20年ぶりに歌を歌い始める。真琴が探し求めている“伝説の愛の歌”について重要な手がかりを部員たちに教える。
天草 五郎（あまくさ ごろう）
演 - デビット伊東
教頭。たびたび合唱部を廃部に追い込もうとする。都大会の後、合唱部存続のため、交渉してきた有明と瀬山に対して屈辱的な条件を出したが、その条件に激怒した瀬山に一喝されて恐縮したことにより、渋々ながらも合唱部存続を認めた。その後も、合唱部を廃部にする姿勢は変わっていないが、前述の交渉の一件で瀬山には頭が上がらなくなった。

### 小豆島
蓮見 杏子（はすみ きょうこ）
演 - 葵わかな
真琴の親友、同じ合唱部に所属していた。真琴が上京したあとも電話でのやりとりを続けている。ニックネームはハスミン。夏休みに真琴に会いに上京し、真琴が快人に心を寄せていることを指摘した。

### 香川家・原田家
香川 美奈代（かがわ みなよ）
演 - 堀内敬子（高校時代：佐藤玲）
真琴の実母。旧姓は原田。雄司と別居中であると同時に離婚調停中で、東京の実家に出戻り身を寄せる。表参道高校合唱部のOGで、学生時代はマドンナと呼ばれており高校時代の同級生の内田勇輝と同じ生徒会副会長だった。
香川 雄司（かがわ ゆうじ）
演 - 川平慈英（高校時代：千葉一磨）
真琴の実父。小豆島で讃岐うどん店を営んでいたが、経営不振により店をたたむ。表参道高校合唱部のOBで、学生時代は陸ヤンキーと呼ばれ恐れられていたが美奈代に対してはそのころから一途だった。のちに真弓を連れて上京。
香川 真弓（かがわ まゆみ）
演 - 松本来夢（幼少期：馬場柚那）
真琴の実妹。真琴が母と東京に移り住んだ後も父親と同居。
原田 知世（はらだ ともよ）
演 - 立石涼子
真琴の祖母で美奈代の実母。
原田 万歳（はらだ ばんざい）
演 - 平泉成
真琴の祖父で美奈代の実父。そば屋万歳庵を営む。娘・美奈代に変な虫がついたと雄司を毛嫌いし、折り合いが悪いが、真琴や真弓の事は愛しており、真琴に困った時の対処策として「10秒ジャンプ」を教える。

### ゲスト

#### 第1話
萌（第3話、第8話）
演 - 西川史子
有明が入れ込み通っているキャバクラ『晩美』のキャバクラ嬢。快人のように若くてピチピチで可愛らしい年下の男の子が好み。
彦摩呂（本人役）
真琴の父が営む讃岐うどん屋にグルメリポーターとして来店。
森田正光（本人役）
TBS本社前で優里亞とともに天気予報を伝える。
電車の乗客
演 - 富士たくや
電車の中で真琴に痴漢をしていた男。

#### 第2話
宮崎 夕子（みやざき ゆうこ）
演 - 阿部朋子
祐の母。
谷 薫（たに かおる）（第4話、第5話）
演 - 原沙知絵
優里亞の母。ステージママで、優里亞を連れ子として克己と再婚し、小柄な娘とは違い長身でスタイル抜群の美女。若いころは女優を目指していたが優里亞を妊娠したことにより女優の夢を挫折して諦めた。その代わりに優里亞に自分の夢を果たさせようとする。娘の気持ちを束縛しており、何も分かっていなかったが、合唱部の歌を聞いて昔を思い出し、「ありがとう」と感謝の言葉を述べた。
谷 克己（たに かつみ）（第5話）
演 - 山田純大
優里亞の義父。芸能関係の仕事をしていて優里亞の芸能活動をサポートしている。
谷 俊介（たに しゅんすけ）
演 - 濱田龍臣
優里亞の義弟。克己の先妻の息子で連れ子。親同士が子連れ再婚であるため、義姉とはいえ赤の他人である優里亞との仲はうまくいってない。
島田 良一（しまだ りょういち）（第4話、第5話）
演 - 加藤虎ノ介
優里亞の実父。工場を営んでいたが事業に失敗し、現在はホームレス状態。元妻の薫とは違い、娘の気持ちは理解している。優里亞の芸能活動の邪魔をしないようにと東京を離れた。
服部医師（第4話、第7話）
演 - 宮尾俊太郎
快人の主治医。
中村（第3話）
演 - 舟津大地
野球部部長。ピッチャー
山崎（第3話）
演 - 山田健太
野球部部員。

#### 第3話
桜庭 勲（さくらば いさお）
演 - 小市慢太郎
大輔の父。病気で入院中。
マネージャー広田（第5話）
演 - じろう（シソンヌ）
優里亞のマネージャー。
近藤 美希（こんどう みき）
演 - 永野芽郁
女優。所属事務所の方針変更で、優里亞がもらっていたドラマの仕事を奪う。
小山田 綾子（おやまだ あやこ）（第4話）
演 - 古村比呂
周二の母。過保護。優里亞の策略に乗り有明を被告とする訴訟を周二に起こさせる。
弁護士（第4話）
演 - 牧村泉三郎
周二の代理人。

#### 第4話
小山田 周二（おやまだ しゅうじ）
演 - 中河内雅貴
表参道高校の元合唱部員。内気な性格でマザコン。吃音があり、物事に消極的になっていたが合唱部の練習を見学・体験したことで、歌っているときだけはどもらない自分に気づき合唱部に入部。友達もできて部活動を楽しんでいたが、音のズレが激しかったため大会で勝つことしか頭になかった有明に一方的に叱責された上、大会では歌わない（「口パク」をする）ように命じられたことで自殺を図るほどに傷つき中退する。以来、アルバイトを転々とする毎日を送っていたが、真琴達の練習を渋々手伝ったことが縁で確執のあった有明と和解し、訴えを取り下げると同時に合唱の楽しさを再認識した。
長谷川 達郎（はせがわ たつろう）
演 - ミスターちん
合唱部が参加する「原宿まつり」の実行委員。

#### 第5話
表参道高校の生徒
演 - 武田玲奈
優里亞の過去を記した紙を風香・ほのかが中庭にばらまくシーンで登場。
キャンペーンガール
演 - 唐田えりか
優里亞が参加する予定だった「Splash Girl オーディション 2015」のポスター写真モデル。

#### 第6話
大曽根 敬三（おおそね けいぞう）
演 - 国広富之
今は亡き大曽根校長の夫。音楽教師で才能のある合唱の指導者。すい臓がんを患い、壮絶な抗がん剤治療の末に他界する。生前、「心の瞳」を妻・徳子とともによく歌っていた。

#### 第7話
夏目 雪（なつめ ゆき）
演 - 中島ひろ子
快人の母。
夏目 英明（なつめ ひであき）
演 - 森岡豊
快人の父。
内田勇輝（うちだ ゆうき）（第8話、第9話）
演 - 石丸幹二
雄司・美奈代の高校時代の同級生。美奈代と同じ生徒会副会長でサッカー部のキャプテン。成績は常に上位であだ名は「表参道高校の出木杉くん」。会社の仲間に資金を持ち逃げされて負債を抱えているという名目で美奈代に借金を申し込むが、実は結婚詐欺師で多くの女性からお金を騙し取っていたことが発覚し、警察に逮捕された。
橘 沙織（たちばな さおり）（第8話、第9話）
演 - 彩輝なお
雄司が見ている場で、内田勇輝が夜の飲食店で花束を渡した女性。内田にお金を騙し取られたことを知り泣き寝入りしようとしたが、快人の説得もあり、彼を警察に訴えた。内田が逮捕された後、美奈代に彼が結婚詐欺師であることを知らせた。
司会者
演 - 山中秀樹
第54回全国合唱コンクール東京都大会高等学校の部の司会者。
係員
演 - 太田彩香
第54回全国合唱コンクール東京都大会高等学校の部の係員。

#### 第8話
神島 カナ（かみしま カナ）
演 - 中島美嘉
表参道高校合唱部のOG。プロのアーティストで、かつて瀬山と共にプロを目指していたが、ある日、自分だけにデビューの話が来て、そのことを瀬山には黙っていたが、のちに、彼女にバレて隠していたことを叱責された。その後は、二人は別々の道を歩むことになったが、現在でも親友である。
ギタリスト
演 - 前田真吾
キーボード
演 - 河野紘子
三田村（第9話）
演 - 田中啓三

#### 第9話
アンドリュー父
演 - 圷真樹
アンドリュー母
演 - ブライオニー・アラン

#### 最終話
バスの運転手
演 - モロ師岡
食堂の客
演 - 木村翠
食堂店員
演 - 松本海希
教師A
演 - 森本のぶ
釣り人A
演 - 大前亮将（プリンセス金魚）
釣り人B
演 - 高道淳史（プリンセス金魚）

## スタッフ
- 脚本：櫻井剛、ますもとたくや、渡邉真子、田辺茂範
- 音楽：木村秀彬
- 主題歌：Little Glee Monster「好きだ。」（Sony Music Records）[6]
- プロデューサー：高成麻畝子、大澤祐樹
- 演出：石井康晴、池田克彦、吉田秋生
- 合唱指導・監修：福永一博
- 合唱編曲：井上一平
- 伴奏指導：寺本沙綾香
- 製作著作：TBS

## 合唱曲
出典
| 話数   | 曲名                     | 作詞                               | 作曲                               | 備考                                                                                   |
| ------ | ------------------------ | ---------------------------------- | ---------------------------------- | -------------------------------------------------------------------------------------- |
| 1      | 涙そうそう               | 森山良子                           | BEGIN                              | 1998年に森山良子によりCD発売、2000年にBEGIN、2002年に夏川りみによりカバー              |
| 1      | 大地讃頌                 | 大木惇夫                           | 佐藤眞                             | 1962年に「土の歌」の終曲として作曲                                                     |
| 1      | 信じる                   | 谷川俊太郎                         | 松下耕                             | 2004年度第71回NHK全国学校音楽コンクール中学校の部の課題曲                              |
| 1      | 気球にのってどこまでも   | 東龍男                             | 平吉毅州                           | 1974年度第41回NHK全国学校音楽コンクール小学校の部の課題曲                              |
| 1      | 大きな古時計             | H.クレイワーク                     | H.クレイワーク                     | 1962年NHK『みんなのうた』                                                              |
| 1      | Over Drive               | YUKI                               | TAKUYA                             | 1995年にJUDY AND MARYにより発表                                                        |
| 2      | ひとつの朝               | 片岡輝                             | 平吉毅州                           | 1978年度第45回NHK全国学校音楽コンクール高等学校の部の課題曲                            |
| 2      | 翼をください             | 山上路夫                           | 村井邦彦                           | 1971年にフォークグループ・赤い鳥により発表                                             |
| 3      | マイバラード             | 松井孝夫                           | 松井孝夫                           | 1987年に中学校教諭が作詞作曲                                                           |
| 3      | ひとつの朝               | 片岡輝                             | 平吉毅州                           | 1978年度第45回NHK全国学校音楽コンクール高等学校の部の課題曲                            |
| 3      | TOMORROW                 | 岡本真夜                           | 岡本真夜                           | 1995年に岡本真夜によりCD発売                                                           |
| 4      | ぜんぶ                   | さくらももこ                       | 相澤直人                           | 2008年発表                                                                             |
| 4      | 女々しくて               | 鬼龍院翔                           | 鬼龍院翔                           | 2009年にゴールデンボンバーにより発表                                                   |
| 4      | サボテンの花             | 財津和夫                           | 財津和夫                           | 1975年に財津和夫がリーダーを務めるニューミュージックグループ・チューリップにより発表   |
| 4      | 夏の思い出 、            | 江間章子                           | 中田喜直                           | 1949年放送のNHKのラジオ番組『ラジオ歌謡』で石井好子が歌った、日本を代表する夏の唱歌    |
| 4      | 学園天国                 | 阿久悠                             | 井上忠夫                           | 1974年にフィンガー5により発表、1989年に小泉今日子によりカバー                          |
| 5      | 翼をください 、          | 山上路夫                           | 村井邦彦                           | 1971年にフォークグループ・赤い鳥により発表                                             |
| 5      | Over Drive 、            | YUKI                               | TAKUYA                             | 1995年にJUDY AND MARYにより発表                                                        |
| 5      | Tomorrow 、              | 岡本真夜                           | 岡本真夜                           | 1995年に岡本真夜によりCD発売                                                           |
| 5      | TRAIN-TRAIN              | 真島昌利                           | 真島昌利                           | 1988年にTHE BLUE HEARTSにより発表                                                      |
| 6      | 楽しい発声のドリル3      | 岩河三郎                           | 岩河三郎                           | 合唱の発声練習のための練習曲                                                           |
| 6      | あなたに                 | 上江洌清作                         | MONGOL 800                         | 2001年にMONGOL800によって発表                                                          |
| 6      | 心の瞳                   | 荒木とよひさ                       | 三木たかし                         | 1985年5月に坂本九により発表（坂本九の遺作）                                            |
| 7      | 大きな古時計 、          | H.クレイワーク                     | H.クレイワーク                     | 1962年NHK『みんなのうた』                                                              |
| 7      | 米搗まだら               | （民謡）                           | 間宮芳生                           | 長崎県民謡、間宮芳生作曲による、合唱のための12のインベンション（日本民謡による）の一曲 |
| 7      | 地球へのピクニック       | 谷川俊太郎                         | 三善晃                             | 1983年に混声合唱のための『地球へのバラード』の終曲として発表                           |
| 7      | ハナミズキ               | 一青窈                             | マシコタツロウ                     | 2004年に一青窈によりシングルCD発売                                                     |
| 7      | Happy Birthday to MAKOTO | Mildred J. Hill・ Patty Smith Hill | Mildred J. Hill・ Patty Smith Hill | 1893年に作曲された「Good Morning to All」のメロディが原曲、各国語に翻訳されている      |
| 8      | 恋しくて                 | BEGIN                              | BEGIN                              | 1990年にBEGINによりシングルCD発売                                                      |
| 9      | 愛の歌 、                | 前川真悟                           | 前川真悟                           | 作詞・作曲の前川真悟は沖縄県出身のロックバンド・かりゆし58のボーカル、ベース担当       |
| 9      | 何度でも                 | 吉田美和                           | 中村正人 吉田美和                  | 2005年にDREAMS COME TRUEによりシングルCD発売                                           |
| 最終回 | Over Drive               | YUKI                               | TAKUYA                             | 1995年JUDY AND MARYが発表                                                              |
| 最終回 | 翼をください             | 山上路夫                           | 村井邦彦                           | 1971年フォークグループ・赤い鳥により発表                                               |
| 最終回 | Tomorrow 、              | 岡本真夜                           | 岡本真夜                           | 1995年に岡本真夜によりCD発売                                                           |
| 最終回 | TRAIN-TRAIN              | 真島昌利                           | 真島昌利                           | 1988年THE BLUE HEARTSにより発表                                                        |
| 最終回 | オープニング 、          |                                    | 木村秀彬                           | 本作品のメインテーマ曲                                                                 |
| 最終回 | 哀しみ                   |                                    | 木村秀彬                           | 本作品のメインテーマ曲                                                                 |
| 最終回 | 旅立ち                   |                                    | 木村秀彬                           | 本作品のメインテーマ曲                                                                 |
| 最終回 | 悲しみ                   |                                    | 木村秀彬                           | 本作品のメインテーマ曲                                                                 |
| 最終回 | 愛の歌 、                | 前川真悟                           | 前川真悟                           | 作詞・作曲の前川真悟は沖縄出身のロックバンド・かりゆし58のボーカル、ベース担当         |
| 最終回 | 大きな古時計 、          | H.クレイワーク                     | H.クレイワーク                     | 1962年NHK『みんなのうた』                                                              |
| 最終回 | ここから始まる           | みなづきみのり                     | 北川昇                             | 2008年に出版された無伴奏合唱曲                                                         |

注釈
1. 1 2 3 4 5 6 7 8 9 10 11 12 13 14 15 16 17 18 19 20 21 22 23 24 25 26 27 28 29 30  編曲・井上一平（番組オリジナルアレンジ）
2. ↑  このドラマのキャスト・オーディションの時の歌の課題曲[8]
3. 1 2 3 4  路上コンサートヴァージョン
4. ↑  美奈代＆内田デュエットヴァージョン
5. 1 2  このドラマのために作られたオリジナル・ソング。主人公らは表参道高校合唱部に伝わる「伝説の歌」と認識していたが、実際は雄司の作詞・作曲であった。
6. ↑  二重唱ヴァージョン
7. 1 2 3 4 5  合唱部合唱劇「愛の歌」劇中曲
8. ↑  混声合唱ヴァージョン
9. ↑  香川家ヴァージョン

## 放送日程
| 各話                                                           | 放送日         | サブタイトル                             | 脚本                    | 演出     | 視聴率 |
| -------------------------------------------------------------- | -------------- | ---------------------------------------- | ----------------------- | -------- | ------ |
| 第1話                                                          | 2015年 7月17日 | 歌の力で奇跡を起こす!!                   | 櫻井剛                  | 石井康晴 | 6.6%   |
| 第2話                                                          | 7月24日        | 誰にだって必ず居場所はある!              | 櫻井剛                  | 石井康晴 | 6.9%   |
| 第3話                                                          | 7月31日        | 夢をかけた…最後の1打席!                  | 櫻井剛                  | 池田克彦 | 5.6%   |
| 第4話                                                          | 8月7日         | 過去の償い…暴かれる真実                  | 櫻井剛                  | 吉田秋生 | 5.6%   |
| 第5話                                                          | 8月14日        | 私には支えてくれる仲間がいる             | 櫻井剛                  | 石井康晴 | 4.8%   |
| 第6話                                                          | 8月21日        | 坂本九の名曲“心の瞳”時空超えた夫婦愛に涙 | 櫻井剛                  | 池田克彦 | 4.6%   |
| 第7話                                                          | 9月4日         | ハナミズキに込めた秘密の恋               | 櫻井剛                  | 石井康晴 | 7.4%   |
| 第8話                                                          | 9月11日        | 中島美嘉と奇跡の共演! 熱唱…恋しくて      | ますもとたくや 渡邉真子 | 吉田秋生 | 6.2%   |
| 第9話                                                          | 9月18日        | 涙の絶唱…ドリカムに家族再生賭けて        | 渡邉真子 田辺茂範       | 池田克彦 | 5.4%   |
| 最終回                                                         | 9月25日        | 号泣…伝説の愛の歌で奇跡！家族の再生      | 櫻井剛                  | 石井康晴 | 5.9%   |
| 平均視聴率5.9%（視聴率は関東地区・世帯、ビデオリサーチ社調べ） |                |                                          |                         |          |        |

## 関連商品

### Blu-ray
- 表参道高校合唱部 Blu-ray BOX

### 書籍
- オフィシャル・スコア 表参道高校合唱部! オリジナル混声合唱曲集 ISBN 978-4-2851-4405-5
- 表参道高校合唱部！ 涙の数だけ強くなれるよ（部活系空色ノベルズ） ISBN 978-4-0520-4365-9

## 受賞
- 第1回コンフィデンスアワード・ドラマ賞（2015年）[10][11]
  - 新人賞 - 芳根京子
- 第86回ザテレビジョンドラマアカデミー賞[3]
  - 主演女優賞 - 芳根京子
  - ザテレビジョン特別賞 - 「表参道高校合唱部！」合唱＆選曲